# Magallanes, Agusan del Norte
Tubo redirects here. For the Japanese unit of area see Tsubo. For Tubo (吐蕃), the Chinese name of ancient Tây Tạng, see Tây Tạng. For Isaac Deitz from Tub-O-Popcorn Productions see Isaac "Tub-O" Deitz.
Magallanes là một đô thị hạng 4 ở tỉnh Agusan del Norte, Philippines. Theo điều tra dân số năm 2015, đô thị này có dân số 21.007 người trong.

### Các khu phố (barangay)
Magallanes được chia thành 8 khu phố (barangay). 
- Buhang
- Caloc-an
- Guiasan
- Marcos
- Poblacion
- Santo Niño
- Santo Rosario
- Taod-oy